# Barkowice

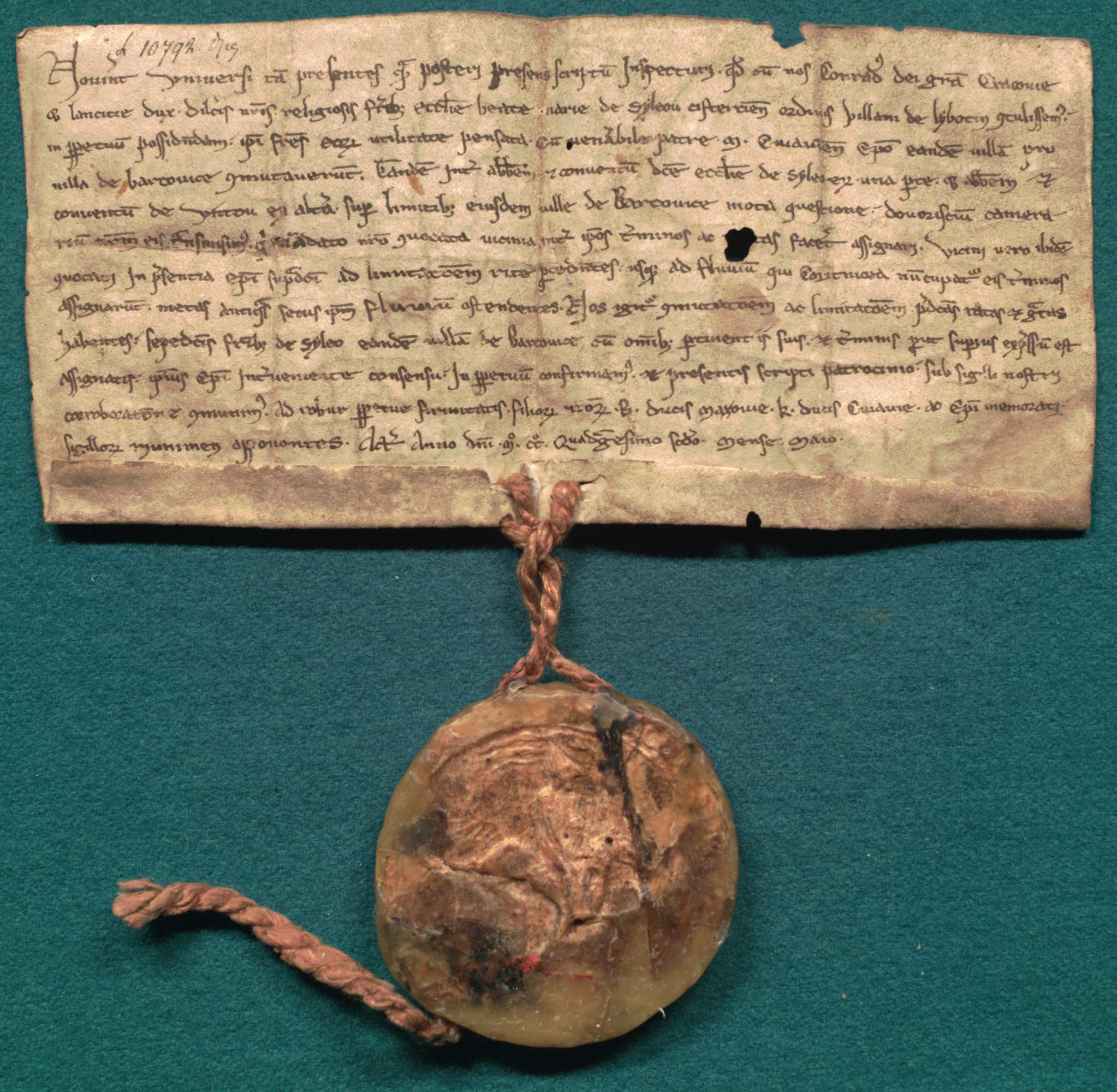
Konrad, książę krakowski i łęczycki, stwierdza, że komornik wyznaczył granice sporne między klasztorem cystersów w Sulejowie i norbertanów w Witowie dla wsi Barkowice, maj 1242 roku

Barkowice – wieś w Polsce położona w województwie łódzkim, w powiecie piotrkowskim, w gminie Sulejów.
W latach 1975–1998 miejscowość administracyjnie należała do województwa piotrkowskiego.
Przez wieś przebiega  pieszy Szlak Rekreacyjny Rzeki Pilicy.

## Historia
Wieś duchowna, własność opactwa cystersów w Sulejowie położona była w końcu XVI wieku w powiecie piotrkowskim województwa sieradzkiego.

## Współcześnie
Znajduje się przy Zalewie Sulejowskim co sprawia, że corocznie licznie przybywają do miejscowości turyści na wypoczynek. To miejscowość atrakcyjna dla osób miłujących wędkarstwo z racji dużego zbiornika wodnego o powierzchni 27 km kwadratowych oraz wypożyczalni łodzi i żaglówek. Na miejscu znajdziemy pole kempingowe, plaże jak również sklep wędkarski i wypożyczalnie rowerów wodnych i kajaków Róża Wiatrów. W Barkowicach znajduje się też sklep spożywczy i Restauracja "Róża Wiatrów".